# Prionolabis submunda
Prionolabis submunda är en tvåvingeart som först beskrevs av Alexander 1918.  Prionolabis submunda ingår i släktet Prionolabis och familjen småharkrankar. Inga underarter finns listade i Catalogue of Life.